# San Juan de Rioseco
San Juan de Rioseco è un comune della Colombia facente parte del dipartimento di Cundinamarca.
Il centro abitato venne fondato da Hernán Venegas Carrillo nel 1543.